# The Gunstringer
The Gunstringer est un jeu vidéo de tir à la première personne développé par Twisted Pixel Games et édité par Microsoft Studios, sorti en 2011 sur Xbox 360.

## Accueil
- Gamekult : 6/10[1]
- IGN : 8/10[2]
- Jeuxvideo.com : 16/20[3]